# Eddie Parris
Eddie Parris, né le 31 janvier 1911 à Pwllmeyric et mort le 27 février 1971 à Gloucester, est un footballeur international gallois. Il évolue au poste d'attaquant de la fin des années 1920 à la fin des années 1940 et joue pour Bradford Park Avenue, Bournemouth & Boscombe Athletic, Luton Town, Bath City, Northampton Town et Cheltenham Town.
Premier joueur noir à représenter le Pays de Galles dans un match international, il a disputé, au cours de sa carrière de 1927 à 1948, 268 matches de championnat et marqué 60 buts.

## Biographie
Il nait à Ivy Cottage, Pwllmeyric, Chepstow, Monmouthshire au Pays de Galles, d'une mère blanche, Annie Alford, née Clarke, de Leicester et d'un père noir, John Edward Parris, connu sous le nom d'Eddie, qui était né à la Barbade mais avait déménagé en Angleterre vers 1900.
À partir de 1927, âgé de 16 ans, Eddie Parris joue pour le Chepstow Town AFC. Ses talents sont repérés par les recruteurs du Bradford Park Avenue A.F.C., alors club de premier plan, et il est engagé à l'essai en 1928. Il fait ses débuts en janvier 1929, marquant le seul but de son équipe lors d'un match nul de la F.A. Cup contre Hull City, et s'installe ensuite régulièrement en équipe première au poste d'ailier gauche. Au cours de sa carrière à Bradford Park Avenue, il joue 142 matchs de championnat et de coupe nationale et inscrit 39 buts.
En décembre 1931, Eddie Parris fait sa première et unique apparition avec le Pays de Galles contre l'Irlande à Belfast, devenant ainsi le premier joueur noir à représenter le Pays de Galles dans une rencontre internationale, la rencontre est perdue sur le score de quatre buts à zéro. Bien qu'il soit parfois cité comme le premier joueur noir à jouer pour l'une des Home nations, des recherches suggèrent aujourd'hui qu'en fait, le premier était le joueur écossais Andrew Watson.
En 1932, le Daily Mail écrit à son sujet : « Parris est rapide, a le contrôle du ballon et n'est pas un petit génie du football ». En novembre 1933, un journaliste du Sports Argus mentionna Eddie Parris et déclara : « Le football est un grand passe-temps athlétique, bon pour tous les hommes et pour toutes les nations, et peu importe la nationalité d'un homme pourvu qu'il joue le jeu sérieusement et intelligemment ». Il se blesse en 1934 et joue ensuite pour le Bournemouth & Boscombe Athletic (1934-37), Luton Town, Northampton Town, Bath City, et Cheltenham Town.
Avant le déclenchement de la Seconde Guerre Mondiale, Eddie Parris est engagé pour jouer pour Gloucester City, évoluant dans la Southern Wartime League. Son dernier match enregistré, en tant qu'entraîneur-joueur à Gloucester City, date de 1948. Il travaille également dans une usine de munitions et, à partir de 1939, pour la Gloucester Aircraft Company à Brockworth qui fabriquait des avions militaires tels que Hawker Hurricanes, Hawker Typhoon et le Gloster Meteor. Il vit à Sedbury près de Chepstow et à Gloucester, où il meurt en 1971,,.

## Importance et héritage
L'historien Martin Johnes de l'université de Swansea a étudié Parris afin d'explorer les expériences de la classe ouvrière noire dans la Grande-Bretagne du début et du milieu du XXe siècle. La plupart des personnes de couleur ont laissé peu de traces historiques, mais en tant que footballeur professionnel, Parris a été évoqué dans la presse. Johnes montre que les journaux décrivent souvent Parris en termes raciaux, mais que tout racisme manifeste auquel Parris a été confronté n'a pas été enregistré. Néanmoins, étant donné les attitudes raciales de l'époque, Parris a dû faire face à des préjugés et les fréquentes références à sa race dans les comptes rendus de matchs et autres montrent que les personnes de couleur étaient considérées comme différentes dans la culture britannique. 
Un événement commémoratif était prévu pour le 27 février 2021 sur le terrain de Chepstow Town. Une plaque commémorant M. Parris devait être présentée au club. Cependant, en raison des restrictions de Covid-19 à l'époque, l'événement n'a pas pu avoir lieu. Au lieu de cela, la plaque a été installée sur le lieu de naissance de M. Parris enregistrant sa carrière : Chepstow Town, Bradford Park Avenue, Bournemouth, Luton, Northampton, Gloucester City et Cheltenham Town.